# Rajd München-Wienna-Budapest 1972
Rajd 3 Miast München-Wien-Budapest 1972 (9. Int. 3-Städte Rallye München-Wien-Budapest) – 9. edycja rajdu samochodowego Rajd München-Wien-Budapest rozgrywanego w RFN. Rozgrywany był od 28 do 30 września 1972 roku. Była to osiemnasta runda Rajdowych Mistrzostw Europy w roku 1972.

## Klasyfikacja rajdu
| Miejsce                      | Kierowca                     | Pilot                        | Samochód                     | Czas                         | Strata                       |                              |
| Klasyfikacja generalna i ERC | Klasyfikacja generalna i ERC | Klasyfikacja generalna i ERC | Klasyfikacja generalna i ERC | Klasyfikacja generalna i ERC | Klasyfikacja generalna i ERC | Klasyfikacja generalna i ERC |
| ---------------------------- | ---------------------------- | ---------------------------- | ---------------------------- | ---------------------------- | ---------------------------- | ---------------------------- |
| 1.                           | Sobiesław Zasada             | Ryszard Żyszkowski           | Porsche 911 S                | 56:47                        | 0.0                          |                              |
| 2.                           | Attila Ferjáncz              | Jenő Zsembery                | Renault 12 Gordini           | 57:29                        | +42                          |                              |
| 3.                           | Wolfgang Knorr               | Helmut Schweizer             | Porsche 911 S                | 58:10                        | +1:23                        |                              |
| 4.                           | Georg Koltay                 | Max Ogrisek                  | BMW 2002 Ti                  | 58:16                        | +1:29                        |                              |
| 5.                           | Detlef Mühleck               | Siegfried Zepfel             | Porsche 911 S                | 58:38                        | +1:51                        |                              |
| 6.                           | Horst Rack                   | Helmut Köhler                | Porsche 911 S                | 59:17                        | +2:30                        |                              |
| 7.                           | Victor Dietmayer             | Oswald Schurek               | BMW 2002 Ti                  | 59:47                        | +3:00                        |                              |
| 8.                           | Klaus Miersch                | Gerd Wisniewski              | Opel Ascona 1.9 SR           | 1:00:05                      | +3:18                        |                              |
| 9.                           | Johannes Husar               | Gunther Böhs                 | Fiat 125 S                   | 1:00:47                      | +4:00                        |                              |
| 10.                          | Horst Fessl                  | Eggenberger                  | Fiat 128 Rally               | 1:01:29                      | +4:42                        |                              |